# Departamento de Burruyacú
Departamento de Burruyacú är en kommun i Argentina.   Den ligger i provinsen Tucumán, i den norra delen av landet, 1 100 km nordväst om huvudstaden Buenos Aires. Antalet invånare är 32 936.
I omgivningarna runt Departamento de Burruyacú växer i huvudsak lövfällande lövskog. Runt Departamento de Burruyacú är det glesbefolkat, med 9 invånare per kvadratkilometer.